# 布坎南角
布坎南角（英語：Buchanan Point），是南極洲的海岬，位於南奧克尼群島的勞里島東北端，處於鄧達斯角西北面5公里和麥金托什灣東南面2公里，現時由南極條約體系管理。